# Thereva gruenbergi
Thereva gruenbergi är en tvåvingeart som beskrevs av Krober 1912. Thereva gruenbergi ingår i släktet Thereva och familjen stilettflugor. Inga underarter finns listade i Catalogue of Life.